# 広部清兵衛
広部 清兵衛（廣部 淸兵衛、ひろべ せいべい、前名・清太郎、1866年8月6日（慶応2年6月26日） - 1933年〈昭和8年〉10月19日）は、日本の商人（質商）、実業家、資産家、名望家、東京府多額納税者。広部銀行頭取。広部拓殖代表社員。尾張屋信託、尾張屋銀行、忍商業銀行、東京土地各取締役。族籍は東京府平民。

## 経歴
江戸日本橋本銀町に先代清兵衛の長男として生まれる。生家は質商を営む。藤樹私塾に入り、読書、算数を学ぶ。15歳の頃、元浜町の質商・尾張屋事峰島家の店員となる。1883年、家督相続と共に前名・清太郎を改める。18歳に至り主家を辞して帰宅する。
質商を主業とする。1887年、東京市日本橋区本町に広部銀行を創立する。銀行業を営む。広部銀行は1927年に休業し、1929年に廃業した。1933年10月19日に病没した。

## 人物
1代の成功者で、質屋の丁稚小僧から叩きあげた立志伝の人である。
観世謡曲に堪能である。貴族院多額納税者議員選挙の互選資格を有する。住所は東京市芝区田町、東京市日本橋区本町四丁目（現日本橋本町）、東京府荏原郡目黒村中目黒八幡。

## 栄典
- 1923年6月9日 - 紺綬褒章[21]
  - 1922年5月、福井県坂井郡金津町勧学資金として金1031円余並5分利及4分利公債証書額面金10000円寄付する[21]。

## 家族・親族
広部家
家系について『先代顕彰録』によると、「広部家の遠祖は清和源氏の出で、佐々木高綱の後裔と伝えられている。代々清兵衛を襲名し、福井県坂井郡金津町きっての名門として遠近に家名を轟かした」という。
- 父・清左衛門（質商[2]、東京平民[17][18]） - 日本橋本銀町に店舗を構えて油類並に両替業を営む[7]。前名・清兵衛で[9]、1882年、清左衛門と改称して隠居する[8][9]。
- 妻・トク（1869年 - ?、埼玉県の足袋商・橋本喜助の妹）[5]
- 長男・清一郎[3]（1890年 - ?、広部鉱業社長、玉川農園経営主）[5]
  - 同妻・ゆう（1895年 - ?、東京の煙草商・千葉直五郎の妹）[5]
- 二男・賢二[18]（1897年 - 1985年、千代田火災海上専務）
- 三男・三郎[18][22]（1901年 - ?） - 1929年に慶應義塾大学経済学部卒業、浅野物産勤務[22]。
- 長女・清子[18]（1894年 - ?、広部達三の妻）[23]
- 三女[18]
- 四女[18]

親戚
- 長男の妻の兄・千葉直五郎（煙草商、池貝鉄工所監査役）
- 妻の甥・橋本喜助（足袋商、埼玉県多額納税者、行田電灯社長）
- 長女の夫・広部達三（農事試験場技師[23]、東京帝国大学農学部教授）
- 広部和三郎（木綿染糸商、広部拓殖代表社員）